# Lucius Caesonius Ovinius Manlius Rufinianus Bassus
Lucius Caesonius Ovinius Manlius Rufinianus Bassus war ein römischer Beamter und Politiker des 3. Jahrhunderts.
Bassus entstammte eine patrizischen Familie und war Sohn des Lucius Caesonius Lucillus Macer Rufinianus. Caesonius Bassus, Konsul im Jahr 317, gilt als sein Sohn. Ein weiterer Sohn war Lucius Caesonius Hedylus; er war der Verwalter seines Vaters (procurator patris) und errichtete ihm zu Ehren eine Statue in Puteoli.
Bassus’ Karriere ist in Inschriften aus Aversa, Puteoli, Rom und Antium dokumentiert. Seine Laufbahn begann mit dem Amt des triumvir capitalis (Drei-Mann-Kommission für Kapitalverbrechen), gefolgt vom sevir turmae deducendae (Mitglied von sechs Männern für das Führen oder Leiten einer Gruppe, vielleicht einer Reiterei). In den späten 250er bis frühen 260er Jahren übernahm er die Ämter des curator rei publicae Beneventanorum, verantwortlich für die Verwaltung der Gemeinde Beneventum, des curator Laviniensium, zuständig für die Gemeinde Lavinium, und des tracto Piceno, Verwalter der Region Picenum. Um 260 erreichte er sein erstes Suffektkonsulat, das seinen Aufstieg in den Senatorenstand markiert. In den späten 260er Jahren übernahm er die Quaestur als Kandidat des Kaisers, möglicherweise unter Claudius Gothicus oder Aurelian. Um 270/272 folgte die Praetur, ebenfalls als kaiserlicher Kandidat. Um 273 übernahm er die Rolle des curator alvei Tiberis et cloacarum sacrae urbis (zuständig für das Tiberufer und die Kanalisation Roms).
Danach war er legatus provinciae Africae Carthaginiensis und curator coloniae Carthagiensium, womit er die Verwaltung der Provinz Africa und der Kolonie Karthago übernahm. Es folgte um 275 das Prokonsulat in der Provinz Africa in einer dreifachen Ausübung (proconsul provinciae Africae tertium). Zwischen 276 und 281 wirkte er in Rom als iudex sacrarum cognitionum vice Caesaris sine appellationem cognoscendi inter fiscum et privatos item inter privatos Roma et in provincia Africa, ein kaiserlicher Richter, der ohne Berufungsmöglichkeit Streitfälle zwischen dem Fiskus und Privatpersonen sowie zwischen Privatpersonen in Rom verhandelte. Diese Tätigkeit setzte er 281–282 in der Provinz Africa fort. Zudem ernannte ihn Kaiser Probus (276–282) zum Leiter des großen Gerichts (praesidendum iudicio magno).
Um 282/283 wurde Bassus comes Augustorum (Gefährte der Kaiser Carus, Carinus und Numerian). Wahrscheinlich im Jahr 284 wurde er zum zweiten Mal Suffektkonsul. Er könnte identisch mit dem im Chronicon Paschale genannten Bassus sein, falls dessen Konsulat mit Diokletian auf das Jahr 284 datiert werden kann. Um das Jahr 285 wurde Bassus schließlich Stadtpräfekt von Rom. Da er in der Auflistung der Stadtpräfekten im Chronographen von 354 nicht verzeichnet ist, war er wohl nur für kurze Zeit als Stadtpräfekt tätig.
Neben seinen politischen und administrativen Ämtern hatte Bassus religiöse Funktionen inne. So war er Priester des Sonnengottes (pontifex dei Solis) unter Kaiser Aurelian, Mitglied des Priesterkollegiums der Salier (salius Palatinus) und pontifex maior.